# 1919 v loďstvech
Tento článek obsahuje významné události v oblasti loďstev v roce 1919.

## Lodě vstoupivší do služby
- 25. července –  HMS Hawkins (D86) – těžký křižník třídy Hawkins